# ديكر وينز
ديكر وينز (الاسم العلمي: Cephalophus weynsi) ظبي صغير وجد في جمهورية الكونغو الديمقراطية وغرب كينيا.

## اقرأ كذلك
- قائمة مزدوجات الأصابع حسب العدد